# 클리수라 두너리
클리수라 두너리(루마니아어: Clisura Dunării, 세르비아어: Banatska Klisura/Банатска Клисура)는 루마니아의 지역 이름이다. 바나트남쪽에 위치해 있고, 다뉴브강 북쪽에 위치해 있다. 클리수라 두너리는 서쪽으로는 네라강과, 동쪽으로는 카자넬레 두너리(Cazanele Dunării)나 구라벌리사이에 위치해 있다.
이 지역의 면적은 몇몇 코뮌(소콜, 포제제나, 코로니니, 그르니크, 시케비차, 베르자스카, 스비니차, 두보바, 에셸니차, 일로비차와 브레즈니차오콜)보다는 몰도바노워와 오르쇼바의 지방 자치제를 포함하고 있다.
이 지역의 인구는 루마니아인과 세르비아인으로 구성되어 있다. 대부분의 장소는 주로 루마니아인들이 거주하지만, 소콜, 포제제나, 스비니차는 세르비아인들이 주로 거주한다.
역사적으로 볼 때, 이 지역은 합스부르크 왕가의 바나트 크라이나에 속했다. 그리고 이 지역은 "블라치"(루마니아인)과 "일리리아인" (세르비아인) 구역으로 나뉘었다.